# 24-Stunden-Rennen von Spa-Francorchamps 1924

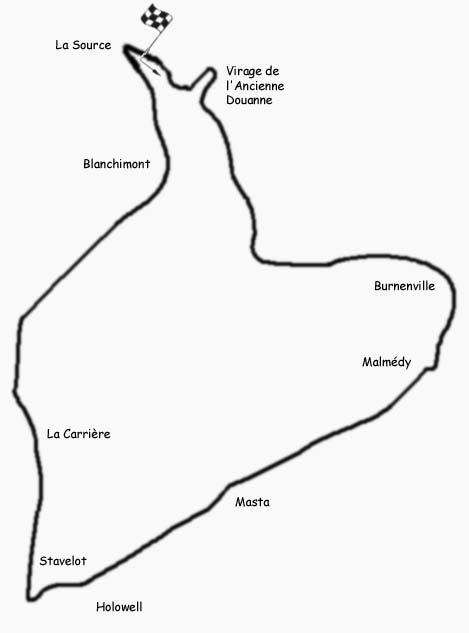
Streckenlayout des Circuit de Spa-Francorchamps 1924

Das erste 24-Stunden-Rennen von Spa-Francorchamps, auch Belgian Touring Car Grand Prix, 24 heures de Spa, fand am 20. und 21. Juli 1924 auf dem Circuit de Spa-Francorchamps statt.

## Das Rennen
Ein Jahr nach dem ersten 24-Stunden-Rennen von Le Mans, das 1923 erstmals ausgefahren wurde, griffen Funktionäre des  Königlichen Automobil Club Belgien die Idee eines Rennens über 24-Stunden auf und suchten einen geeigneten Austragungsort. Die treiben Kräfte innerhalb des Clubs waren Jules de Their und Henri Langlois Van Ophem. Man entschied das Rennen auf einem 14,863 km langen Kurs auf öffentlichen Straßen zwischen Francorchamps, Malmedy und Stavelot auszutragen, wo seit 1922 Rennen veranstaltet wurden und der als Circuit de Spa-Francorchamps in die Motorsportgeschichte eingehen sollte.
27 Fahrzeuge in vier Rennklassen waren gemeldet, wovon 26 am Nachmittag des 19. Juni das Rennen aufnahmen. Die Gesamtwertung gewannen die beiden Franzosen Henri Springuel und Maurice Béquet auf einem 2-Liter-Bignan, vor dem Le-Mans-Sieger von 1923, André Lagache und dessen Teamkollegen André Pisart auf einem Werks-Chenard & Walcker sowie dem Belgier Raymond de Tornaco, der sich einen weiteren Bignan mit Barthélémy Bruyère teilte.

## Ergebnisse

### Schlussklassement
| 1           | 2.0 | 20 | Automobiles Bignan                        | Henri Springuel Maurice Béquet         | Bignan 2 Litre Sport              | 1879,992 |
| 2           | 2.0 | 13 | Chenard & Walcker                         | André Lagache André Pisart             | Chenard & Walcker 2-Litre 10/12CV | 1866,000 |
| 3           | 2.0 | 16 | Établissements Industriels Jacques Bignan | Raymond de Tornaco Barthélémy Bruyère  | Bignan 2 Litre Sport              | 1761,000 |
| 4           | 2.0 | 19 | Automobiles Georges Irat                  | Émile Burie Amedée Rossi               | Georges Irat                      | 1752,000 |
| 5           | 1.5 | 32 | Societe Française des Automobiles Corre   | Albert Colomb Louis Balart             | Corre La Licorne                  | 1630,000 |
| 6           | 3.0 | 1  | Baertsoen & Bonar                         | Jean Baertsoen Géo Bonar               | Speedsport Type PE                | 1612,000 |
| 7           | 1.5 | 30 | Chenard & Walcker                         | Raymond Glaszmann Joseph Chavée        | Chenard & Walcker                 | 1610,000 |
| 8           | 2.0 | 15 |                                           | Jean Lasalle Malleveau                 | Georges Irat                      | 1608,000 |
| 9           | 2.0 | 12 |                                           | Humblet Lansival                       | De Dion-Bouton                    | 1584,000 |
| 10          | 1.5 | 34 | Société Française des Automobiles Corre   | Robert Lestienne Fernand Vallon        | Corre La Licorne                  | 1570,000 |
| 11          | 2.0 | 17 |                                           | de Clerq Colmat                        | Miesse                            | 1492,000 |
| 12          | 1.1 | 40 |                                           | Charles Libovitch Joseph Reinartz      | Amilcar                           | 1486,000 |
| 13          | 1.5 | 31 |                                           | Lebouc Breurs                          | Citroën 10HP                      | 1365,000 |
| 14          | 1.5 | 33 |                                           | Devergnies Bombaerts                   | Citroën 10HP                      | 1365,000 |
| 15          | 1.5 | 35 |                                           | Gheldoff Gaucher                       | Citroën 10HP                      | 1365,000 |
| 16          | 1.1 | 41 |                                           | Rietveld Thys                          | Salmson                           | 1365,000 |
| 17          | 1.1 | 42 |                                           | Roger Rouleau                          | Amilcar                           | 1174,000 |
| Ausgefallen |     |    |                                           |                                        |                                   |          |
| 18          | 3.0 | 2  |                                           | J. de Clerq van Parijs                 | Chevrolet F Super                 |          |
| 19          | 3.0 | 3  |                                           | Jean Haimovici Jacques Boyriven        | Alfa Romeo RLS                    |          |
| 20          | 2.0 | 10 |                                           | Frédéric Théllusson                    | Chenard & Walcker                 |          |
| 21          | 3.0 | 5  |                                           | Marcel Rouleau                         | Alfa Romeo RLS                    |          |
| 22          | 2.0 | 11 | Miesse                                    | Edmond Miesse Pouleur                  | Miesse                            |          |
| 23          | 2.0 | 18 | Établissements Ballot                     | Montjoux Pierre Decrose                | Ballot                            |          |
| 24          | 2.0 | 14 | Établissements Ballot                     | Freddy Charlier René de Buck           | Ballot                            |          |
| 25          | 3.0 | 6  | Automobiles Bignan                        | Jacques Edouard Ledure Boris Iwanowski | Bignan 3 Litre                    |          |
| 26          | 3.0 | 4  | Automobiles Bignan                        | Jean Martin Henri-Julien Matthys       | Bignan 3 Litre                    |          |

### Nur in der Meldeliste
Hier finden sich Teams, Fahrer und Fahrzeuge, die ursprünglich für das Rennen gemeldet waren, aber aus den unterschiedlichsten Gründen daran nicht teilnahmen.
| Pos. | Klasse | Nr. | Team | Fahrer | Chassis |
| ---- | ------ | --- | ---- | ------ | ------- |
| 27   | 2.0    |     |      |        | Miesse  |

### Klassensieger
| Klasse | Fahrer            | Fahrer          | Fahrzeug             | Platzierung im Gesamtklassement |
| ------ | ----------------- | --------------- | -------------------- | ------------------------------- |
| 3.0    | Jean Baertsoen    | Géo Bonar       | Speedsport Type PE   | Rang 6                          |
| 2.0    | Henri Springuel   | Maurice Béquet  | Bignan 2 Litre Sport | Gesamtsieg                      |
| 1.5    | Albert Colomb     | Louis Balart    | Corre La Licorne     | Rang 5                          |
| 1.1    | Charles Libovitch | Joseph Reynartz | Amilcar              | Rang 12                         |

### Renndaten
- Gemeldet: 27
- Gestartet: 26
- Gewertet: 17
- Rennklassen: 4
- Zuschauer: unbekannt
- Wetter am Renntag: unbekannt
- Streckenlänge: 14,863 km
- Fahrzeit des Siegerteams: 24:00:00.000 Stunden
- Gesamtrunden des Siegerteams: 127
- Gesamtdistanz des Siegerteams: 1879,992 km
- Siegerschnitt: 78,333 km/h
- Pole Position: unbekannt
- Schnellste Rennrunde: Freddy Charlier - Ballot
- Rennserie: zählte zu keiner Rennserie